# Barylypa arenicola
Barylypa arenicola là một loài tò vò trong họ Ichneumonidae.